# Семичастнов, Иван Фёдорович
Ива́н Фёдорович Семичастнов (9 февраля 1905 или 18 июня 1905, Александровский уезд, Владимирская губерния — 21 октября 1994, Москва) — советский государственный деятель, генерал-майор инженерно-технической службы (Постановление СНК СССР от 31.03.1943 № 343).

## Биография
Иван Фёдорович Семичастнов родился 9 февраля (по другим данным — 18 июня) 1905 года в деревне Татариново Александровского уезда в семье рабочего. В семье было четверо детей. Отец Федор Ефремович, мать Семичастнова Фиона Федоровна. В 1916 г. закончил сельскую школу и поступил на фарфоровый Сабанинский завод сначала учеником, затем стал точильщиком. Семья переехала на Успено-Мухановский стекольный завод, в 1919 г. работает на этом заводе слесарем. В 1920—1923 гг. — на Троицком заводе. В 1921 г. вступает в комсомол, становится секретарем комсомольской ячейки и членом завкома. В 1922 г. учится в уездной партшколе, поступает на рабфак (1923—1926 гг.) и активно работает в комсомоле и профкоме.
- 1926—1930 гг. — студент московского механического института имени М. В. Ломоносова;
- 1928 г. вступает в члены ВКП(б);
- 1930 г. был мобилизован в Красную Армию и направлен на учёбу в Ленинградскую военно-инженерную академию им. Дзержинского;
- 1931 г. начальник учебной части, старший преподаватель кафедры производства и ремонта танков в Бронетанковой академии им. Ворошилова;
- 1938—1940 гг. начальник отдела Секретариата Комитета Обороны, секретарь Совета оборонной промышленности при СНК СССР, заведующий Секретариатом СНК СССР;
- 1942—1943 гг. — помощник члена ГКО по снабжению армии;
- 1943—1949 гг. — заместитель наркома (министра) внешней торговли;
- 1949—1954 гг. — первый заместитель председателя Советской контрольной комиссии в ГДР;
- 1954—1965 гг. — заместитель министра внешней торговли СССР;
- 1965 — 4 мая 1981 гг. — первый заместитель министра внешней торговли СССР.

С 1981 года персональный пенсионер союзного значения, проживал в Москве в Доме на набережной.
Умер 21 октября 1994 года, похоронен на Новодевичьем кладбище в Москве.

## Награды
- 3 ордена Ленина (в том числе 07.02.1975)
- орден Октябрьской Революции
- орден Красного Знамени
- орден Отечественной войны I степени (11.03.1985)
- 3 ордена Трудового Красного Знамени (в том числе 31.07.1958; 19.02.1965)
- орден Дружбы народов (08.02.1980)[5]
- 2 ордена Красной Звезды
- медали
- награды иностранных государств